# Certiorari
Certiorari (від лат. certioro (інформувати, засвідчувати), скорочено cert — термін англо-американської правової сім'ї, що означає витребування справи вищим судом з нижчого суду для перегляду.
Термін виник у середньовічній Англії у зв'язку з тим, що Суд королівської лави починав свої написані латинською накази нижчим судам надати документи з дозволених цими судами справ словами certiorārī [volumus] — «[ми] хочемо переконатися». Тому такі накази отримали назву writ of certiorari.
У Сполучених Штатах Америки клопотання про сertiorari є формою оскарження до Верховного суду США рішень нижчого суду (федерального окружного апеляційного суду). Верховний суд розглядає це клопотання та вирішує питання про перегляд справи. Як правило, Верховний суд відхиляє клопотання, що не торкаються конституційних питань, або якщо відсутні суперечності в рішеннях судів, що стоять нижче. Якщо Верховний суд відхиляє клопотання, слід відмова в сертиорарі. Верховний суд США не зобов'язаний розглядати всі справи, про перегляд яких його просять, а може обирати питання, які, на його думку, мають важливе значення для захисту конституційного ладу або для розвитку прецедентного права.